# Chirita gueilinensis
Chirita gueilinensis är en tvåhjärtbladig växtart som beskrevs av Wen Tsai Wang. Chirita gueilinensis ingår i släktet Chirita och familjen Gesneriaceae. Inga underarter finns listade i Catalogue of Life.